# 阿尔梅纳拉德托尔梅斯
阿尔梅纳拉德托尔梅斯，是西班牙卡斯蒂利亚-莱昂萨拉曼卡省的一个市镇。 总面积19平方公里，总人口238人（2001年），人口密度13人/平方公里。